# Прохідність автомобіля

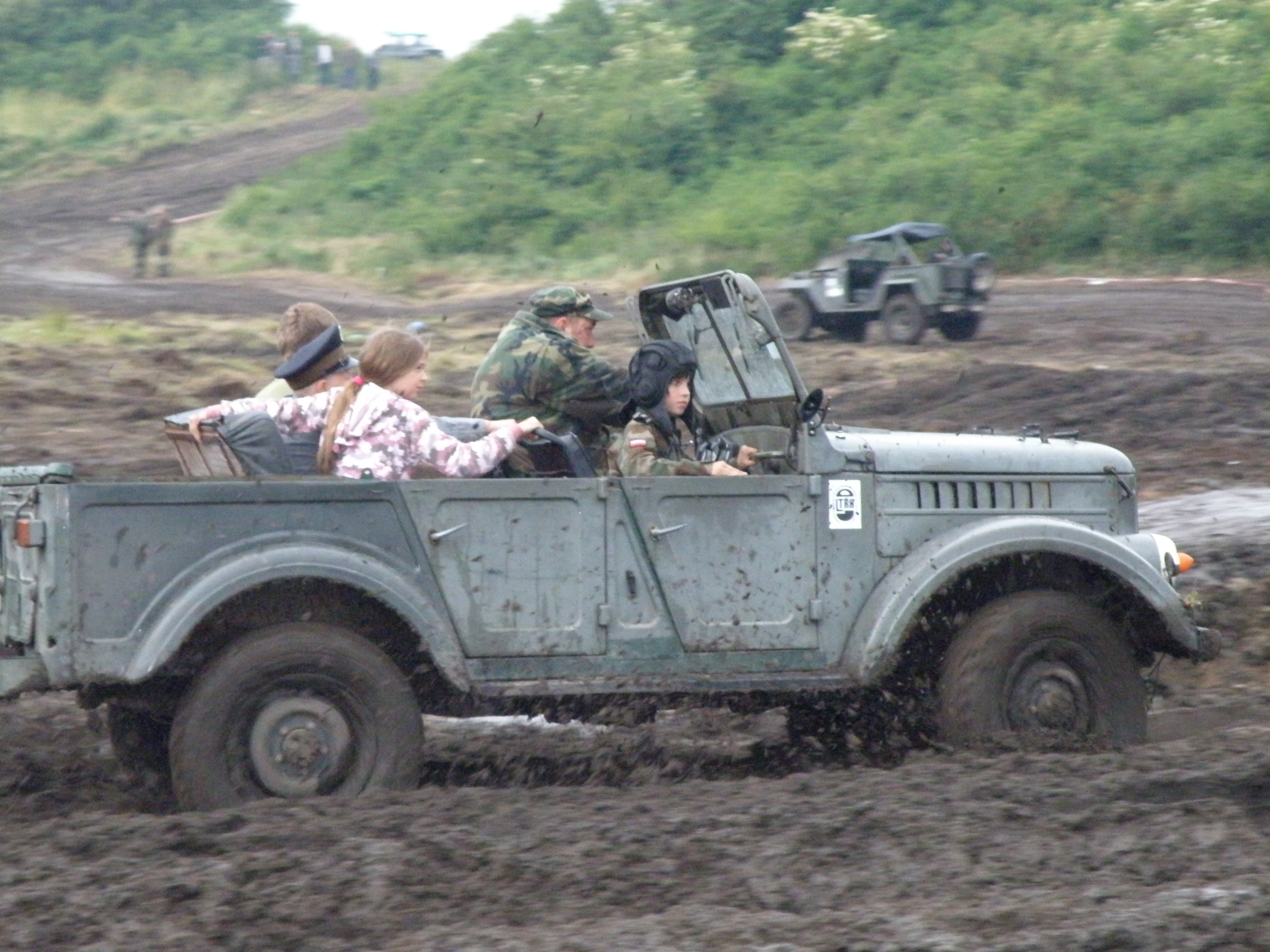
Позашляховик ГАЗ-69А на ралі

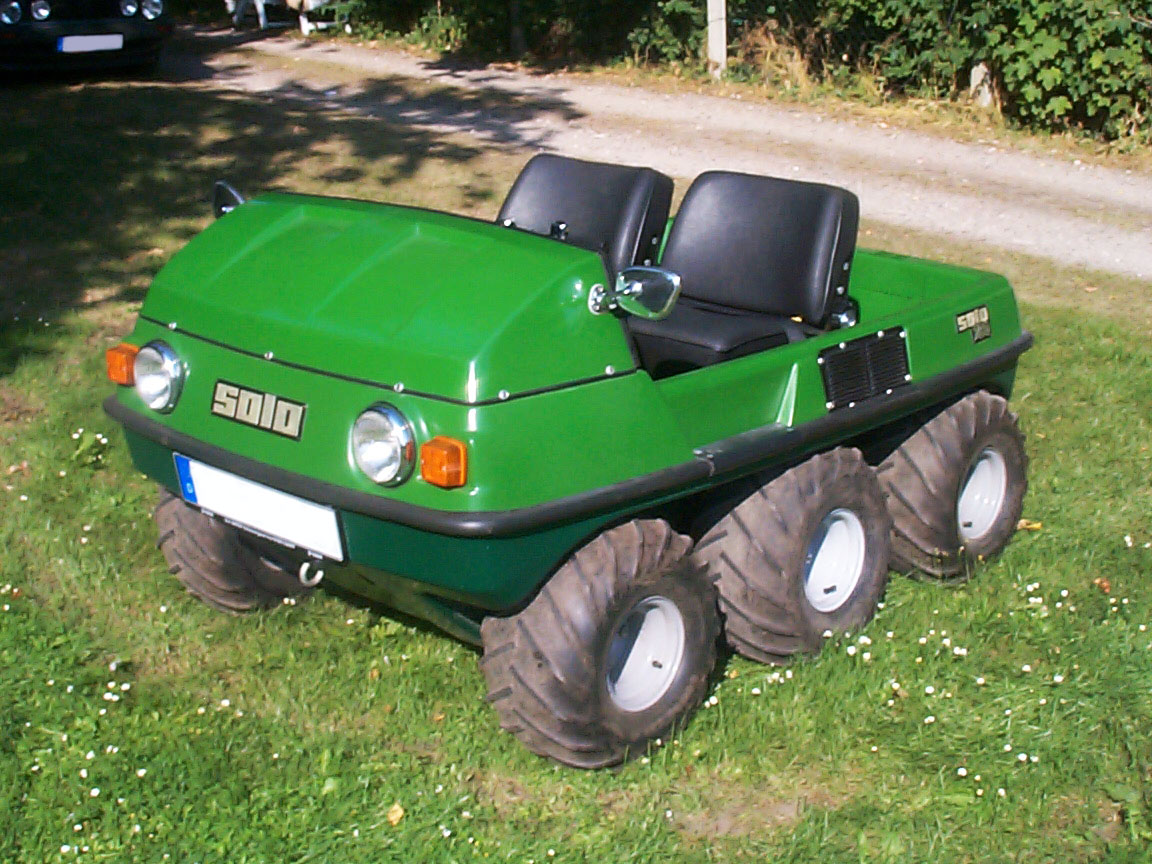
Німецький всюдихід Solo 750

Прохідність автомобіля — здатність автомобіля пересуватися по дорогах низької якості і поза дорожньою мережею, а також долати штучні та природні перешкоди без залучення допоміжних засобів. Прохідність є однією із складових характеристик рухливості транспортного засобу і, як правило, визначається при проектуванні виходячи з передбачуваного призначення автомобіля та з урахуванням економічної доцільності.

## Транспортні засоби
По прохідності транспортна техніка підрозділяється на машини звичайної, підвищеної і високої прохідності:
- автомобілі звичайної прохідності — автомобілі загального призначення зі звичайними шинами і неблокуючим диференціалом, призначені для руху по шосейних і ґрунтових дорогах;
- автомобілі підвищеної прохідності або позашляховики, до яких належать переважно військова автотехніка з колісною формулою 4×4, 6×4, 6×6, 8×8, широкопрофільними шинами, системою регулювання тиску в шинах, частково або повністю блокуючими диференціалами, основним призначенням якої є робота на дорогах і в умовах бездоріжжя;
- автомобілі високої прохідності або всюдиходи — гусенична і повнопривідна автотехніка, яка на додаток до перерахованого вище оснащена шинами наднизького тиску, арочними шинами або нетрадиційними видами рушіїв.

## Технічні рішення
Прохідність автомобіля визначають:
- геометрія та конструкція транспортного засобу (концепція шасі та приводу, кліренс, центр ваги, колісна база тощо);
- крутний момент на колеса;
- профіль шин;
- можливість блокування диференціалів осей вручну або автоматично, або автоматичне уповільнення окремих коліс без зчеплення (електронний контроль тяги).